# Women's Super League (Svizzera)
La Women's Super League, anche nota come AXA Women's Super League per ragioni di sponsorizzazione, è il massimo livello del campionato svizzero femminile di calcio, organizzato dall'Associazione Svizzera di Football (ASF-SFV). Il torneo ha assunto la nuova denominazione nell'estate 2020, al posto della precedente "Lega Nazionale A".

## Storia
Il movimento calcistico femminile svizzero ebbe inizio nel 1967 con degli incontri amichevoli definiti "Grümpelturnieren" a cui partecipò il FC Goitschel fondato nel 1963. Il Goitschel giocò nel 1967 una amichevole con una squadra mista di Wohlen e Zurigo, dopodiché chiese alla ASF-SFV l'affiliazione.
Questa, nel negare l'affiliazione, offrì loro di essere allenata da degli arbitri ufficiali. Intanto, due anni prima, nel 1965, Madeleine Boll chiese ed ottenne un cartellino federale per il Sion e poté giocare nella squadra C maschile (juniores) prima della partita Sion-Galatasaray. La notizia fu pubblicata da tutti i giornali e la SFV reagì revocandole la tessera perché il tesseramento non era previsto per i calciatori di sesso femminile.
Nel 1968 fu fondato il DamenFussballClub (DFC) Zürich, primo club svizzero composto da sole donne. A fine 1969, e precisamente il 29 novembre, fu costituita la ARFF (Association Romande de Football Féminin, Federazione Romanda di Calcio Femminile in italiano) che organizzò per la stagione 1969-1970 il primo campionato non ufficiale disputato da sole squadre dei cantoni di lingua francese, campionato vinto dal Sion che schierava Madeleine Boll.
La stagione successiva Üli Bayer (segretaria), Georgette Morisod (amministratore finanziario), Jean Boll (presidente e padre di Madeleine Boll), René Favre (membro del consiglio della SFV) e Franz Moser (vice-presidente e padre della calciatrice Kathrin Moser) fondarono con sole 10 squadre il 21 aprile 1970 a Berna la Schweizerische Damen-Fussball-Liga (SDFL) assorbendo la disciolta ARFF.
La SDFL, nell'essere riconosciuta dall'ASF-SFV ed iniziare i campionati ufficiali, non fu inserita direttamente nei quadri federali, ma fu inserita nelle "Zusammenschluss unterer Ligen" (ZUS) (in italiano "Unione delle Leghe Inferiori"), quella che ancora oggi viene definita "Lega Amatori".
È soltanto dal 15 maggio 1993 che la SDFL viene sciolta e il calcio femminile confluisce nell'organizzazione federale svizzera.

## Formato
Tra la stagione 2017-2018 e la stagione 2020-2021 vi hanno partecipato 8 squadre, per poi tornare alle 10 squadre partecipanti. Fino alla stessa stagione 2020-2021 il campionato si è disputato su un doppio girone all'italiana con partite di andata e ritorno, per un totale di 28 giornate. La soluzione del girone di finale di sola andata per le sole squadre qualificate è stato abbandonato alla fine della stagione 2013-2014. Per ogni partita, vengono assegnati tre punti alla squadra vincente e zero a quella perdente; in caso di pareggio, i punti attribuiti sono uno a testa. L'ultima classificata accedeva allo spareggio promozione-retrocessione, che per anni è stato caratterizzato da un minitorneo con altre tre squadre della Lega Nazionale B, per poi passare a un semplice spareggio con la prima classificata della Lega Nazionale B.
A partire dalla stagione 2021-2022, il torneo si articola su due fasi. Nella stagione regolare le dieci squadre si affrontano in un girone all'italiana con partite di andata e ritorno, per un totale di 18 giornate. Al termine della prima fase, le squadre sono suddivise in due gruppi: le prime otto classificate accedono alla fase a play-off, mentre le ultime due a un girone promozione-retrocessione assieme alle prime due classificate della Lega Nazionale B. Nella fase a play-off le otto squadre si affrontano con la modalità a eliminazione diretta con partite di andata e ritorno, con l'andata in casa per quelle peggio classificate, nei quarti di finale e in semifinale. La finale, invece, si è disputata con una partita secca; la vincitrice è decretata campione di Svizzera ed è ammessa all'UEFA Women's Champions League. Le squadre eliminate ai quarti di finale disputano partite di andata e ritorno per determinare i piazzamenti dal quinto all'ottavo posto. Nel girone promozione-retrocessione le quattro squadre si affrontano in un girone all'italiana, con partite di andata e ritorno, per un totale di sei giornate: le prime due classificate acquisiscono il diritto a partecipare alla Women's Super League seguente, mentre le ultime due alla Lega Nazionale B.

## Squadre partecipanti
Di seguito, le squadre partecipanti all'edizione 2024-2025 della Women's Super League.
| Club               | Città       | Stagione precedente |
| ------------------ | ----------- | ------------------- |
| Aarau              | Aarau       | 8º posto in WSL     |
| Basilea            | Basilea     | 3º posto in WSL     |
| Grasshopper        | Zurigo      | 5º posto in WLS     |
| Lucerna            | Lucerna     | 7º posto in WSL     |
| Rapperswil-Jona    | Jona        | 10º posto in WLS    |
| San Gallo          | San Gallo   | 6º posto in WSL     |
| Servette Chênois   | Chêne-Bourg | 1º posto in WSL     |
| Thun Berner Oberl. | Thun        | 9º posto in WSL     |
| Young Boys         | Berna       | 4º posto in WSL     |
| Zurigo             | Zurigo      | 2º posto in WSL     |

## Albo d'oro
- 1970-1971:  DFC Aarau
- 1971-1972:  DFC Aarau
- 1972-1973:  DFC Aarau
- 1973-1974:  DFC Aarau
- 1974-1975:  DFC Alpnach
- 1975-1976:  DFC Sion
- 1976-1977:  DFC Sion
- 1977-1978:  Berna
- 1978-1979:  Berna
- 1979-1980:  Seebach
- 1980-1981:  Seebach
- 1981-1982:  Seebach
- 1982-1983:  Seebach
- 1983-1984:  Berna
- 1984-1985:  Seebach
- 1985-1986:  Berna
- 1986-1987:  Seebach
- 1987-1988:  Seebach
- 1988-1989:  Rapid Lugano
- 1989-1990:  Seebach
- 1990-1991:  Seebach
- 1991-1992:  Berna
- 1992-1993:  Seebach
- 1993-1994:  Seebach
- 1994-1995:  Berna
- 1995-1996:  Berna
- 1996-1997:  Berna
- 1997-1998:  Seebach
- 1998-1999:  Schwerzenbach
- 1999-2000:  Berna
- 2000-2001:  Berna
- 2001-2002:  Sursee
- 2002-2003:  Sursee
- 2003-2004:  Sursee
- 2004-2005:  LUwin.ch
- 2005-2006:  LUwin.ch
- 2006-2007:  Zuchwil 05
- 2007-2008:  Zurigo Seebach
- 2008-2009:  Zurigo
- 2009-2010:  Zurigo
- 2010-2011:  Young Boys
- 2011-2012:  Zurigo
- 2012-2013:  Zurigo
- 2013-2014:  Zurigo
- 2014-2015:  Zurigo
- 2015-2016:  Zurigo
- 2016-2017:  Neunkirch
- 2017-2018:  Zurigo
- 2018-2019:  Zurigo
- 2019-2020: titolo non assegnato
- 2020-2021:  Servette Chênois
- 2021-2022:  Zurigo
- 2022-2023:  Zurigo
- 2023-2024:  Servette Chênois
- 2024-2025:  Young Boys

## Statistiche

### Titoli per squadra
| Squadra          | Titoli | Anni |
| ---------------- | ------ | --- |
| Zurigo           | 24     | 1979-1980, 1980-1981, 1981-1982, 1982-1983, 1984-1985, 1986-1987, 1987-1988, 1989-1990, 1990-1991, 1992-1993, 1993-1994, 1997-1998, 2007-2008, 2008-2009, 2009-2010, 2011-2012, 2012-2013, 2013-2014, 2014-2015, 2015-2016, 2017-2018, 2018-2019, 2021-2022, 2022-2023 |
| Young Boys       | 12     | 1977-1978, 1978-1979, 1983-1984, 1985-1986, 1991-1992, 1994-1995, 1995-1996, 1996-1997, 1999-2000, 2000-2001, 2010-2011, 2024-2025 |
| LUwin.ch         | 5      | 2001-2002, 2002-2003, 2003-2004, 2004-2005, 2005-2006 |
| DFC Aarau        | 4      | 1970-1971, 1971-1972, 1972-1973, 1973-1974 |
| Servette Chênois | 2      | 2020-2021, 2023-2024 |
| DFC Sion         | 2      | 1975-1976, 1976-1977 |
| DFC Alpnach      | 1      | 1974-1975 |
| Rapid Lugano     | 1      | 1988-1989 |
| Schwerzenbach    | 1      | 1998-1999 |
| Zuchwil 05       | 1      | 2006-2007 |
| Neunkirch        | 1      | 2016-2017 |